# フォー・ユア・ラヴ
「フォー・ユア・ラヴ」（英語: For Your Love）は、日本のロックミュージシャンである柳ジョージが、1986年3月25日にワーナー・パイオニア / Atlantic Recordからリリースした8枚目のシングルである。

## 解説
表題曲の「フォー・ユア・ラヴ」は、同年に発売されたベスト・アルバム『For Your Love GEORGE YANAGI THE BEST COLLECTION』に収録され、関西テレビ系『松本清張サスペンス』の主題歌に起用された。
カップリング曲の「タイトロープ -闇に響く声-」は、TBS系『加トちゃんケンちゃんごきげんテレビ』挿入歌に起用された。長らくアルバム未収録だったが、2017年に、4thアルバム『TOBACCO ROAD』のSHM-CD盤がリリースした際に、ボーナス・トラックとして初収録された。

## 収録曲
| 全作詞: トシ・スミカワ。 |                                          |                |                |                                               |      |
| #                        | タイトル                                 | 作詞           | 作曲           | 編曲                                          | 時間 |
| 1.                       | 「フォー・ユア・ラヴ」(For Your Love)    | トシ・スミカワ | 鈴木キサブロー | The Band Of Nite ストリングスアレンジ: 青木望 | 5:32 |
| 2.                       | 「タイトロープ -闇に響く声-」(TIGHTROPE) | トシ・スミカワ | 柳ジョージ     | 本多俊之                                      | 5:12 |
| 合計時間:                | 合計時間:                                | 合計時間:      | 合計時間:      | 10:44                                         |      |